# Isatis agnewii
Isatis agnewii är en korsblommig växtart som beskrevs av Hadac och Jindřich Chrtek. Isatis agnewii ingår i släktet vejdar, och familjen korsblommiga växter. Inga underarter finns listade i Catalogue of Life.